# Liste in Litauen vorhandener Dampflokomotiven
Dies ist eine Liste erhaltener Dampflokomotiven auf dem Gebiet von Litauen.
Es sind ausschließlich Exemplare sowjetischer Dampflokomomotivbaureihen erhalten, wobei hierbei einige Exemplare vormals deutscher Lokomotiven der Baureihe 52 vorhanden sind. Die einzige erhaltene Lokomotive einer von den Litauischen Staatsbahnen der Zwischenkriegszeit beschafften Dampflokomotivbaureihe, die Lokomotive 25 der LG-Baureihe Gp, die nach dem Zweiten Weltkrieg in der Tschechoslowakei als ČSD 399.005 eingesetzt wurde, befindet sich im Eisenbahnmuseum Bratislava in der Slowakei.

## Lokomotiven russischer Breitspur 1524 mm
Die Spurweite 1524 mm ist die Standardspurweite in Litauen.
| Foto | Nummer oder Name | Bauart / Achsfolge | Hersteller | Fabrik-nr. | Baujahr | Historie       | Eigentümer / Betreiber / Strecke | Standort                                             | Bemerkungen          |
| ---- | ---------------- | ------------------ | ---------- | ---------- | ------- | -------------- | -------------------------------- | ---------------------------------------------------- | -------------------- |
|      | L-2289           | 1’E h2             | Kolomna    | 10075      | 1954    |                | Ignalina, Jugendferienanlage     | Ignalina, Jugendferienanlage                         |                      |
|      | 9P-13231         | C t                |            |            |         |                |                                  | Kaunas, Pre Svarstiklyu restaurant, T.Masyule street | [ 2 ]                |
|      | L-0814           | 1’E h2             | Kolomna    | 9218       | 1950    |                |                                  | Kaunas, beim Westportal des Eisenbahntunnels         | [ 3 ]                |
|      | L-1160           | 1’E h2             | Brjansk    | 1160       | 1949    |                |                                  | Klaipėda, Bahnhof                                    |                      |
|      | SO17-2614        | 1’E h2             | Brjansk    |            | 1948    |                |                                  | Radviliškis                                          | Existenz ungesichert |
|      | L-0221           | 1’E h2             | Kolomna    | 8623       | 1947    |                |                                  | Radviliškis, Depot                                   | [ 7 ]                |
|      | TE-4567          | 1’E h2             | DWM        | 883        | 1945    | ex DRG 52 4567 |                                  | Radviliškis, Bahnhof                                 | [ 8 ]                |
|      | L-0106           | 1’E h2             | Kolomna    | 8509       | 1947    |                |                                  | Šiauliai, Eisenbahnmuseum                            | [ 9 ]                |
|      | SO17-744         | 1’E h2             | Brjansk    |            | 1937    |                |                                  | Vilnius, Bahnhof                                     | [ 10 ]               |
|      | TE-7517          | 1’E h2             | Škoda      | 1615       | 1944    | ex DRG 52 7517 |                                  | Vilnius, Bahnhof Naujoji Vilnia                      | [ 11 ]               |
|      | TE-313           | 1’E h2             | WLF        | 9685       | 1943    | ex DRG 52 313  |                                  | Vilnius, Bahnhof                                     | [ 12 ]               |
|      | L-0236           | 1’E h2             | Kolomna    | 8638       | 1947    |                |                                  | Vilnius, Bahnhof                                     | [ 13 ]               |

## Lokomotiven mit Spurweite 750 mm
Die Spurweite 750 mm war die gebräuchlichste Schmalspurweite in Litauen.
| Foto | Nummer oder Name | Bauart / Achsfolge | Hersteller   | Fabrik- nr. | Baujahr | Historie   | Eigentümer / Betreiber / Strecke | Standort                    | Bemerkungen |
| ---- | ---------------- | ------------------ | ------------ | ----------- | ------- | ---------- | -------------------------------- | --------------------------- | ----------- |
|      | КЧ-4.017         | D h2               | Škoda        | 2032        | 1949    |            | Bahnhof Anykščiai                | Anykščiai, Schmalspurmuseum |             |
|      | КЧ-4.212         | D h2               | Škoda        | 2227        | 1950    |            |                                  | Panevėžys                   | [ 14 ]      |
|      | Kp4-708          | D h2               | Fablok       | 3699        | 1957    | ex Kp4-248 |                                  | Panevėžys                   | [ 15 ]      |
|      | Pt4-153          | D                  | Oy Lokomo Ab | 660         | 1948    |            | Eisenbahnmuseum Šiauliai         | Šiauliai, Eisenbahnmuseum   | [ 16 ]      |